# Unipol Arena
Die Unipol Arena ist eine Mehrzweckhalle in der italienischen Gemeinde Casalecchio di Reno der Metropolitanstadt Bologna, Region Emilia-Romagna. Die Unipol Arena bietet je nach Veranstaltung und Konfiguration Platz für 500 bis 20.000 Besucher. Die Halle ist momentan nach der Finanzunternehmensgruppe Unipol aus Bologna benannt.

## Geschichte und Nutzung
Der Bau der Arena wurde am 1. Januar 1993 begonnen und am 1. Dezember des Jahres eröffnet. Zunächst trug die Halle den Namen PalaMalaguti, nach dem italienischen Motorradhersteller Malaguti. Dem folgte die Messe FuturShow, die in Bologna stattfand. Renoviert wurde die Halle von 2008 bis 2009. Die Veranstaltungshalle wird unter anderem für Sportveranstaltungen genutzt; so war das Gebäude von 1993 bis 2017 der Heimspielort des Basketballclubs Virtus Bologna. Zwei Jahre war auch der Rivale Fortitudo Bologna von 1997 bis 1999 in der Arena ansässig. In der Spielstätte befindet sich auch das Vereinsmuseum von Virtus Bologna. Daneben finden auch Konzerte, Theater, Shows, Ausstellungen, Tagungen, oder Messen finden in der Unipol Arena statt. Von 2025 bis 2027 findet das Finale des Davis Cup, einem Nationenturnier im Herrentennis, statt, nachdem dort bereits 2024 Turnierbegegnungen im Davis Cup stattgefunden haben.

## Konzerte (Auswahl)
Zahlreiche nationale und internationale Künstler und Bands traten in der Halle auf.
- 1994: Jovanotti, Adriano Celentano
- 1995: Megadeth, Corrosion of Conformity, Take That, Zucchero
- 1996: Vasco Rossi, Ligabue, AC/DC
- 1997: Backstreet Boys
- 1998: Eric Clapton (Pilgrim World Tour), Genesis, Spice Girls, The Prodigy
- 1999: Bruce Springsteen, Eurythmics, Jamiroquai, The Cranberries, Ligabue, Jovanotti
- 2000: Sting, Santana, The Smashing Pumpkins,
- 2001: The Offspring, Marilyn Manson, Disturbed, Depeche Mode, Fad Gadget
- 2002: The Cranberries, Bruce Springsteen, Eric Clapton and Friends
- 2003: Red Hot Chili Peppers, Ligabue, Peter Gabriel, Metallica, Godsmack
- 2004: Dream Theater
- 2005: Anastacia, Laura Pausini, Bruce Springsteen, Dream Theater, Bob Dylan, Goldfrapp, Coldplay
- 2006: Tool, Pearl Jam, My Morning Jacket, Bruce Springsteen, Noisettes, Muse
- 2007: Ennio Morricone, Take That
- 2008: The Smashing Pumpkins, Tokio Hotel, Albert Hammond, Jr., Coldplay, R.E.M., Negramaro
- 2009: Laura Pausini, Opeth, Dream Theater, Prima Donna, Green Day, Muse, Biffy Clyro, Soulsavers, Depeche Mode, Placebo
- 2010: Vasco Rossi; The Whigs, Kings of Leon, Thirty Seconds to Mars
- 2011: Subsonica, Jovanotti, Negramaro, Paul McCartney, Francesco Guccini
- 2012: Negrita, Laura Pausini, Subsonica, Jennifer Lopez, Ginger Wildheart, Slash feat. Myles Kennedy & The Conspirators, Muse, Everything Everything, Ennio Morricone, Rob Zombie, Marilyn Manson
- 2013: Justin Bieber, Rammstein, Joe Letz, Green Day, All Time Low, Negramaro, TOY, Placebo
- 2014: Depeche Mode, Choir Of Young Believers, Editors, Elisa, Gianni Morandi, Nine Inch Nails, Cold Cave, Reignwolf, Black Sabbath, Black Label Society, Michael Bublé, Claudio Baglioni, Peter Gabriel, Subsonica
- 2015: Violetta LIVE!, Francesco De Gregori, Negrita, Eros Ramazzotti, Negramaro, Trombone Shorty & Orleans Avenue, Foo Fighters, Nightwish, Arch Enemy, Amorphis, Jovanotti
- 2016: Paul Kalkbrenner, Florence + the Machine, Gabriel Bruce

## Galerie

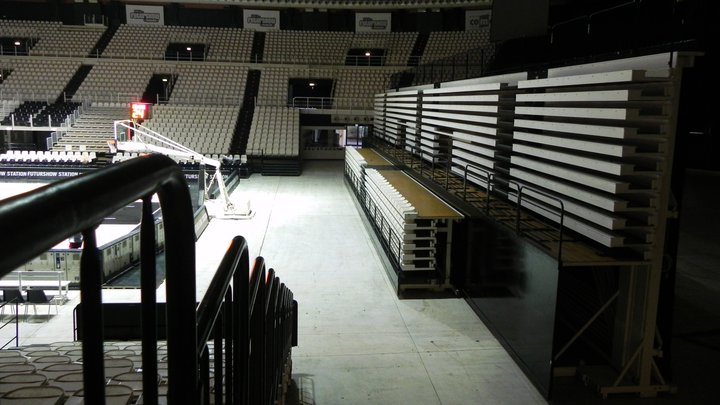
Die mobilen Tribünen der Halle (2010)
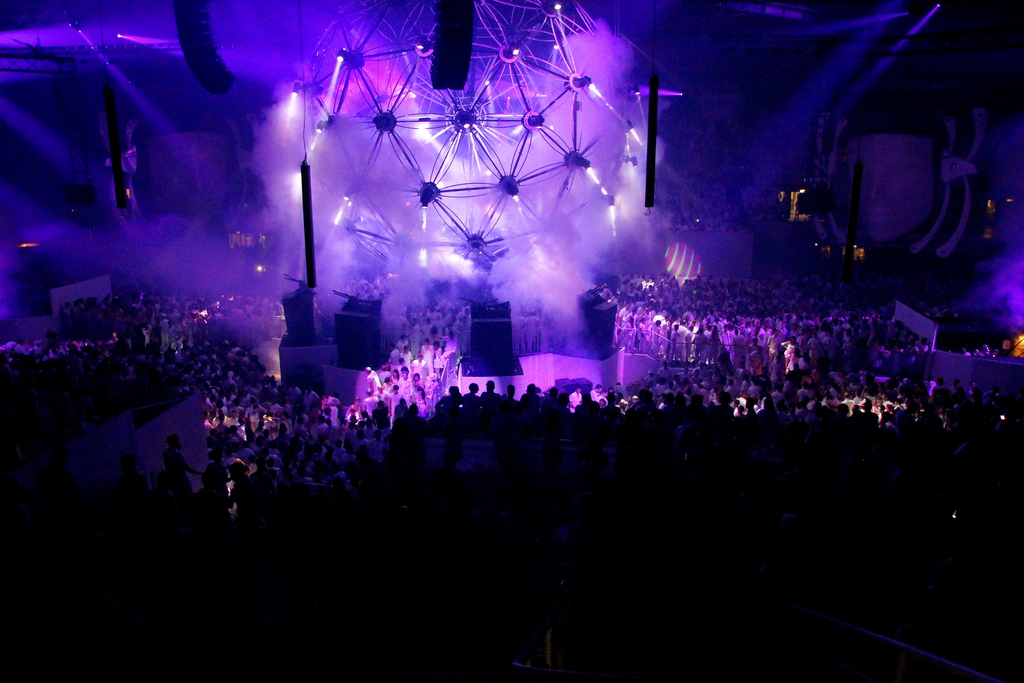
Die Halle während der Tanzveranstaltung Sensation „Source of Light“